# Matúš Sukeľ
Matúš Sukeľ (* 23. ledna 1996 Liptovský Mikuláš) je slovenský hokejový útočník, který od sezony 2021/2022 působí v týmu HC Verva Litvínov v české nejvyšší soutěži. Od sezony 2022/2023 působí jako kapitán týmu, kdy 27. října 2022 nahradil útočníka Petra Straku. Jeho bratr Jakub Sukeľ je také hokejista.

### Reprezentační statistiky
| Rok                            | Tým                            | Soutěž                         | Z | G | A | B | TM |
| ------------------------------ | ------------------------------ | ------------------------------ | - | - | - | - | -- |
| 2025                           | Slovensko                      | MS                             | 7 | 1 | 1 | 2 | 8  |
| Seniorská reprezentace celkově | Seniorská reprezentace celkově | Seniorská reprezentace celkově | 7 | 1 | 1 | 2 | 8  |